# Khosrovi Argelots'
Khosrovi Argelots' (armeniska: Khosrovi Argelots’) är ett naturreservat i Armenien.   Det ligger i provinsen Ararat, i den centrala delen av landet, 19 kilometer sydost om huvudstaden Jerevan.
Trakten runt Khosrovi Argelots' består i huvudsak av gräsmarker. Runt Khosrovi Argelots' är det ganska tätbefolkat, med 155 invånare per kvadratkilometer.